# За његово добро
„За његово добро” је југословенски ТВ филм из 1968. године. Режирао га је Звонимир Бајсић а сценарио је написао Иван Кусан.

## Улоге
| Глумац            | Улога |
| ----------------- | ----- |
| Борис Бузанчић    |       |
| Звонимир Ференчић |       |
| Дубравка Гал      |       |
| Крешимир Зидарић  |       |